# 比尔·亨利
威廉·甘布里尔·亨利（英語：William Gambrell Henry，1924年12月27日—1985年1月1日），美国NBA联盟前职业篮球运动员。